# BBK Electronics
BBK Electronics (кит.: 廣東省步步高電子工業有限公司 також знаний як кит.: 步步高電器) — транснаціональний конгломерат в галузі електроніки. Група компаній BBK Electronics була створена в 1995 році з ініціативи Дуань Юнпіна. На заводах корпорації вироблялися електроніка за трьома напрямками: аудіо-, відеотехніка; зв'язок і телекомунікації; техніка для навчання. BBK Electronics поставляла продукцію більш ніж в 30 країн світу: у Білорусь, Латвію, Китай, Молдову, Росію, США, Таїланд, Україну, Швецію, Естонію та інші. Продукція компанії випускалася під брендами «步步高» в Китаї; «BBK» в Україні, Росії та Балтії, в Гонконзі; «OPPO» у США, країнах Європи та Кореї.
Московське Представництво BBK Electronics LTD. було відкрито в 2003 році. Представництво забезпечувало постачання продукції до Білорусі, Грузії, Казахстану, Латвії, Молдови, Росії, Таджикистану, Узбекистану, України та Естонії, займалося вивченням ринку побутової техніки в цих країнах, брало участь у розробці нової продукції компанії, а також в організації сервісного обслуговування. Сервісною підтримкою займався «Сервісний центр BBK», в рамках якого діяв форум технічної підтримки та єдиний інформаційний центр. Офіс в Москві відповідав в тому числі й за локалізацію і сертифікацію продукції.
Компанія випускала:
- LED-, РК-телевізори
- DVD-техніку (DVD-програвачі тощо)
- Аудіотехніку (навушники, мікрофони, звукові панелі, акустика)
- Портативні мультимедіа (MP3-, MP4-плеєри,)
- Телефони, GSM-телефони, планшетні комп'ютери
- Фототехніку (фотоапарати, фоторамки)

7 квітня 2023 року BBK Electronics була знята з реєстрації.

## BBK
BBK Electronics експортує продукцію в Росію, Білорусь, Казахстан, Молдову, Україну під маркою BBK. За п'ять років своєї діяльності на території цих країн, продукція компанії чотири рази перемагала у конкурсі «Золотий Диск», двічі ставала лауреатом конкурсу «Бренд Року / EFFIE 2006», а також в 2007 році компанія стала переможцем конкурсу «Народна Марка» («Марка № 1 в Росії» в категорії «DVD-плеєри»).

## OPPO
В західну Європу і США BBK Electronics експортує свою продукцію під брендом OPPO. У березні 2005 року у Швеції була створена компанія OPPO USA, яка, головним чином, відповідальна за просування продукції та бренду OPPO в Північній Америці.

## Нововведення компанії
- Системи Караоке+ і Караоке Mix, КАРАОКЕ++
- РК-телевізори серії BOOK з вбудованим DVD
- Русифіковання субтитрів у форматі Divx
- Функція Q-Play — пропуск реклами на DVD-диску перед початком фільму
- МедіаБар — портал російськомовних інтернет-сервісів, реалізований для мережевих медіаплеєрів, для перегляду вмісту Інтернету на екрані телевізора
- Функція KARAOKE STAR — запис караоке-виконання на USB-сумісні пристрої в стислому форматі

## Цікаві факти
- Назва компанії 步步高 (БуБуГао) можна перекласти приблизно як «поступово зростати», «крок за кроком все вище і вище».
- Засновник компанії, Дуань Юнпін, у 2000 році був включений журналом AsiaWeek до двадцятки найвпливовіших людей Азії.
- Він же заплатив за бізнес-ланч з інвестором-мільярдером Уорреном Баффетом більш півмільйона доларів.
- У перших рекламних роликах компанії знімався Арнольд Шварценеггер.
- Компанія відома своєю DVD-продукцією, яка читає будь-які формати DVD, в тому числі й піратські диски.